# Thecocoelurus
Thecocoelurus là một chi khủng long, được von Huene mô tả khoa học năm 1923.